# Begoña Fernández
Begoña Fernández Molinos (Vigo, 22 de março de 1980) é uma handebolista profissional espanhola, medalhista olímpica.
Fez parte do elenco medalhista de bronze, em Londres 2012, com quatro atuações e treze gols.